# Acid hidroxamic
Acizii hidroxamici sunt o clasă de compuși organici cu aceeași grupă funcțională în care o hidroxilamină este încorporată unui acid carboxilic. Formula generală a acestora este R-CO-NH-OH. Acizii hidroxamici au fost introduși pentru prima dată în 1869 de H. Lossen, când acesta a izolat acidul oxalohidroxamic ca un produs al reacției dintre hidroxilamină și oxalatul de dietil.

## Structură

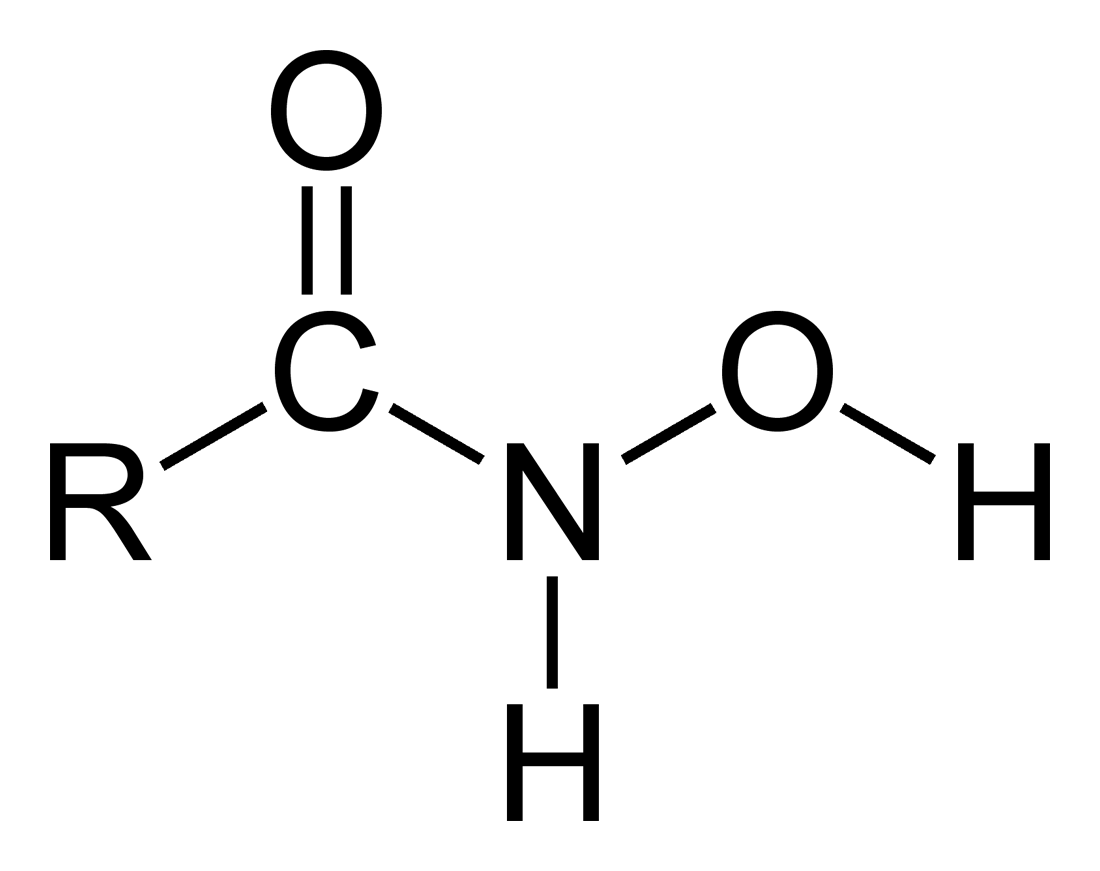
Formula generală a unui acid hidroxamic

Formula generală a unui acid hidroxamic este R-CO-NH-OH, în care R reprezintă radicalul organic, CO grupa carbonil, iar NH-OH o hidroxilamină. Astfel, acizii hidroxamici pot fi considerați derivați atât ai hidroxilaminei, cât și ai acizilor carboxilici.
Acizii hidroxamici au fost clasificați ca primari, secundari și ciclici. Structural, ei pot fi reprezentați în două forme tautomere, anume forma ceto și forma enol (prezintă tautomerie ceto-enolică). Mai mult, fiecare tautomer poate adopta conformația E sau Z.

## Proprietăți fizice
Acizii hidroxamici sunt solide cristalizate, de culoare albă, cu excepția substituenților iodo și nitro care au culoarea roz, respectiv galben deschis. Aceștia sunt solubili în cloroform, benzen fierbinte, dietileter, dioxan și alcool, puțin solubili în tetraclorură de carbon și benzen rece și insolubili în apă. Au puncte de fierbere scăzute. Din punct de vedere acido-bazic, acizii hidroxamici sunt acizi slabi. Totuși, sunt acizi mai tari decât fenolii. Aciditatea acestora se datorează în principal grupei -OH, în timp ce suprimarea caracterului acid a fost atribuită legăturilor de hidrogen intramoleculare.

## Obținere
Acizii hidroxamici se prepară, de obicei, în urma reacției dintre săruri de hidroxilamină și esteri sau cloruri de acizi. De exemplu, ecuația reacției de obținere a acidului benzohidroxamic este:
C6H5CO2Me  +  NH2OH   →   C6H5C(O)NHOH  +  MeOH

## Acizii hidroxamici în natură
Acidul hidroxamic ciclic DIBOA și derivatul său metilat DIMBOA sunt prezenți în porumb și o varietate de ierburi și conferă rezistență la dăunători și agenți patogeni.

## Utilizări
Acizii hidroxamici sunt utilizați pe scară largă în domeniul biologiei. Aceștia formează complecși cu metale precum fierul. Mulți complecși ale acizilor hidroxamici (sideroforii) sunt utilizate pentru a trata tulburările de metabolism al fierului. De exemplu, desferioxamina este utilizată ca medicament în tratarea anemiei Cooley. De asemenea, complecșii metalici ale acizilor hidroxamici joacă un rol important în sistemele vii ca constituenți ai antibioticelor, factorilor de creștere, inhibitorilor tumorali și factorilor de diviziune celulară.